# Allochirie
 Mise en garde médicale
L'allochirie est un trouble neurologique dans lequel le patient répond à des stimuli présentés d'un côté de son corps comme si ces stimuli avaient été présentés du côté opposé . Elle est associée à des transpositions spatiales, généralement symétriques, de stimuli d'un côté du corps (ou de l'espace) vers le côté opposé. Ainsi, un toucher du côté gauche du corps sera rapporté comme un toucher du côté droit, ce que l'on appelle aussi l'allochirie somatosensorielle . Si les sens auditif ou visuel sont affectés, les sons (la voix d'une personne par exemple) seront rapportés comme étant entendus du côté opposé à celui où ils se produisent et les objets présentés visuellement seront rapportés comme ayant été présentés du côté opposé. Souvent, les patients peuvent exprimer une allochirie dans leur dessin en copiant une image. L'allochirie coïncide souvent avec une négligence unilatérale, les deux troubles résultant généralement d'une atteinte du lobe pariétal droit.
L'allochirie est souvent confondue avec l'alloesthésie, également connue sous le nom de fausse allochirie . La vraie allochirie est un symptôme de la dyschirie et de la négligence unilatérale. La dyschirie désigne divers degrés de trouble de la localisation des sensations, elle entraîne une déficience d'un côté et une difficulté à dire quel côté du corps a été touché. Ce terme vient du grec qui signifie "autre main".

## Définition
L'allochirie semble s'observer principalement dans le contexte d'une héminégligence qui est généralement due à une lésion qui affecte le lobe pariétal droit. Chez les patients atteints d'allochirie, leur sensibilité est complètement conservée mais ils ne savent pas clairement quel côté du corps est touché face à un stimulus tactile. Leur pouvoir de localisation est conservé mais il y a erreur sur le côté touché et ils sont souvent irrités face à la partie correspondante du membre.
Il existe de multiples définitions de l'allochirie. Selon Musser, l'allochirie est le fait de localiser un stimulus sensoriel à l'endroit correspondant sur l'hémicorps opposé . Judson Bury dit qu'un patient peut rapporter une impression de sensation sur un côté à un endroit correspondant sur l'hémicorps controlatéral. Ainsi, si un patient est piqué sur un membre, il peut dire qu'il sent la piqûre sur l'autre. Dans l'ensemble, même si les définitions des différents auteurs diffèrent sur des points tels que le type de stimulus, et la symétrie entre le site du stimulus et le siège de sa localisation, ils sont tous d'accord pour dire qu'une caractéristique essentielle de l'allochirie est la déviation d'une sensation vers le mauvais côté du corps, ce qui est une véritable allochirie.
Obsersteiner a insisté sur le fait qu'il n'y a pas de défaut de localisation verticale dans l'allochirie, mais simplement une confusion dans l'esprit du patient entre les côtés opposés du corps et il en est venu à considérer le symptôme comme une simple forme de mauvaise erreur de localisation. L'allochirie a été décrite comme se produisant lors de lésions nerveuses, d'hémiplégie, de sclérose en plaques disséminée, de tabès dorsalis, de lésions unilatérales de la moelle épinière, de la maladie de Ménière, de l'hystérie, de la gangrène symétrique  et en relation avec le toucher, la douleur, le "sens musculaire", le sens de la température, la vue, l'odorat, le goût, l'ouïe et les réactions électriques.
L'allochirie peut se produire en relation avec n'importe quel segment du corps ou avec tous les segments du corps. Dans certains cas, l'allochirie peut être bilatérale, et dans d'autres, elle peut être limitée à certaines régions du corps, voire à une seule partie du corps. L'allochirie peut être définie en relation avec une variété de sens et parfois seuls certains types de stimuli peuvent éveiller le sentiment approprié d'unilatéralité.

## Types

### Allochirie électromotrice
On observe ce phénomène lorsqu'il y a un croisement des réflexes électriques lorsqu'un muscle est stimulé. L'allochirie électromotrice a été observée au niveau du visage, des membres inférieurs et des membres supérieurs. Dans ces cas, un stimulus présenté du côté affecté provoque la contraction des muscles faciaux opposés avec un courant si faible que le visage sain ne réagit pas. Autre exemple, une pression sur un avant-bras peut provoquer un mouvement de l'avant-bras opposé. Le fait essentiel est qu'un stimulus électrique peut manifester son effet dans une partie éloignée du système nerveux. Cette partie éloignée peut être du même côté du corps ou du côté opposé. Elle est plus souvent du côté opposé parce que les représentations des membres contralatéraux correspondants dans la moelle épinière sont plus proches les uns des autres que les membres homolatéraux.

### Allochirie motrice
Si l'on demande au patient d'effectuer un mouvement du côté de l'effet, il le fait avec la partie correspondante du côté opposé, avec l'impression d'avoir correctement exécuté le mouvement demandé.

### Allochirie réflexe
Les patients atteints d'allochirie réflexe répondent à une stimulation de la plante du pied ou de la partie interne de la cuisse comme étant évoquée par le réflexe correspondant du côté opposé seulement.

### Allochirie auditive
Dans les cas d'allochirie auditive, des observations ont montré que lorsqu'un diapason était maintenu en permanence sur une oreille, le patient répondait par une série de symptômes, dont la douleur et la surdité, dans l'oreille opposée.

### Allochirie visuelle
Dans l'allochirie visuelle, les objets situés d'un côté du champ visuel sont perçus dans le champ visuel controlatéral. Dans l'un des deux cas jamais observés, l'impression visuelle reçue par l'œil droit ouvert était régulièrement renvoyée à l'œil gauche, et la patiente avait l'impression qu'elle percevait avec l'œil gauche qui était en réalité fermé. Dans l'autre cas, un objet coloré tenu devant l'œil gauche était reconnu et la patiente soutenait qu'elle voyait sa couleur avec l'œil droit.

### Allochirie gustative
Dans un cas d'allochirie gustative, une substance placée sur un côté de la langue, le patient aurait eu l'impression de la goûter du côté opposé. De même, les sensations de contacts sur ce côté de la langue étaient renvoyés au côté opposé. Dans ce type d'allochirie, il est difficile de voir comment on peut dissocier la référence du goût de celle du toucher.

## Alloesthésie
L'alloesthésie (ou allesthésie) (du grec, állos "autre" + aisthesis "perception") est également connue sous le nom de "fausse allochirie" et de nombreux dictionnaires donnent la même définition que l'allochirie, voire les mêmes racines lexicales grecques. Le terme d'allochirie a été introduit par T. Grainger Stewart dans un article publié dans le British Medical Journal en 1894. Les cas que Stewart a observé étaient principalement liés à la sensation et il a observé un mouvement horizontal constant. L'alloesthésie est un cas de perception erronée ou incomplète d'un stimulus et peut s'accompagner d'autres défaillances de la perception, comme une localisation défectueuse. Dans une étude de cas, dans laquelle l'affection a été décrite à tort comme une allochirie, un stimulus appliqué à l'intérieur de la joue a été referré comme s'il était à l'extérieur. Dans un autre cas, un toucher à l'index a été référé au niveau du pouce. Une fausse allochirie peut se produire dans des affections bilatérales des nerfs, telles que les névrites multiples,. Cette affection n'appartient pas aux critères définitionnels de l'allochirie vraie.

## Dyschirie
Dans la dyschirie, l'incapacité à déterminer le côté correct est une défaillance spécifique et est strictement indépendante de toute autre défaillance concernant la perception du stimulus. En d'autres termes, le patient peut reconnaître chaque caractéristique d'un stimulus unique - sa nature précise, sa position, etc. - à l'exception de son côté. La dyschirie peut prendre divers degrés d'affection incluant l'achirie, l'allochirie et la synchirie.

### Achiria
L'achiria est aussi appelée allochirie simple. Ce terme est le terme proposé pour montrer l'incapacité à considérer les sentiments de côté ou de latéralité manuelle. L'achiria a des composantes sensorielles, motrices et introspectives. Dans le cas de l'achirie sensorielle, un stimulus appliqué à la partie affectée ne suscite aucune sensation de latéralité. Le stimulus est présenté sur le côté négligé du corps. En ce qui concerne la composante motrice, si l'on demande à un patient d'effectuer un mouvement quelconque avec le membre en question, il est incapable de le faire, à moins que cela ne soit indiqué d'une autre manière que par l'utilisation des mots droite et gauche. La raison en est qu'il a perdu la connaissance de la signification de ces mots, soit complètement, soit au moins lorsqu'ils sont appliqués aux membres concernés. Pour la composante introspective, le patient perd la mémoire de la sensation de la partie du corps à laquelle le stimulus est présenté et déclare que, bien qu'il sache qu'il a une telle partie, il ne peut pas la sentir.

### Allochiria
On parle d'allochirie lorsqu'un stimulus présenté d'un côté est constamment renvoyé au point correspondant du côté opposé. L'allochirie a des manifestations sensorielles, motrices et introspectives. Dans les cas sensoriels, l'endroit auquel ils sont renvoyés du côté opposé correspond exactement à l'endroit symétrique touché, ce qui, en soi, élimine l'idée que l'allochirie est en quelque sorte un simple trouble de la localisation. Dans les cas d'allochirie motrice, si l'on demande au patient d'effectuer un mouvement du côté négligé, il le fait avec la partie correspondante du côté opposé, avec l'impression d'avoir correctement exécuté le mouvement demandé. Dans les cas introspectifs, le patient ne peut rapporter une sensation donnée de latéralité que lorsque le membre opposé est déplacé ou stimulé.

### Synchiria
La synchirie  est une forme de dyschirie dans laquelle un stimulus appliqué à un côté du corps est ressenti des deux côtés. La synchirie présente des signes sensoriels, moteurs et introspectifs. La composante sensorielle fait référence au fait qu'un stimulus appliqué à la partie affectée évoque deux sensations simultanées qui se rapportent aux points correspondants des deux côtés du corps. Le symptôme moteur est le suivant : lorsqu'on demande à un patient d'effectuer un mouvement du côté affecté, il le fait des deux côtés, bien qu'en le faisant, il n'ait que la sensation de l'avoir fait d'un seul côté. La composante introspective montre qu'un patient est incapable d'apprécier la sensation de l'hémicorps affecté seul s'il n'y a pas de sensation simultannée en provenance du côté opposé correspondant, bien qu'il puisse l'apprécier lorsqu'il bouge les deux membres ensemble en ayant l'impression qu'il ne bouge que celui qui est affecté.

## Expériences

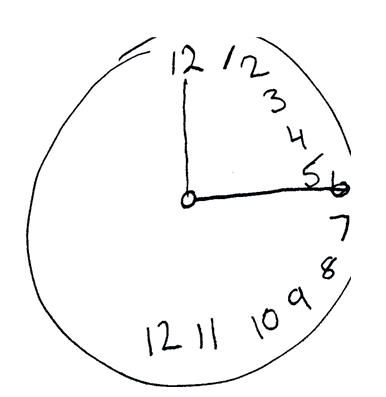
Dessin d'une horloge réalisée par un sujet souffrant d'allochirie associée à une héminégligence gauche.

Il existe de nombreux cas où les patients présentent des symptômes d'allochirie. L'allochirie dans les tâches de construction est souvent observée lorsque des patients héminégligents transposent les éléments du côté gauche sur le côté droit, mais ne parviennent pas à remarquer ni à corriger leurs erreurs. Dans certains cas, les patients montrent une allochirie en copiant et en dessinant des horloges de mémoire. Un défaut de représentation mentale peut conduire les patients à transposer tous les éléments du côté ipsilésionnel dans les tâches de dessin. Dans ces tâches de dessin et de mémoire, les patients atteints d'allochirie ont tendance à placer toutes les heures dans la moitié droite de l'horloge. Il existe différents types de transpositions spatiales dans ces tâches de dessin chez les patients ayant une allochirie.
La figure montre un exemple d'allochirie dans le dessin d'horloge d'un patient souffrant de négligence spatiale unilatérale. Le patient a omis le côté gauche de l'objet lorsqu'il a dessiné l'horloge. Même si le patient pouvait exprimer verbalement que le cadran de l'horloge a un côté gauche, il n'a pas remarqué que le dessin était incomplet. Cela implique que les tâches de dessin peuvent jouer un rôle important pour différencier l'atteinte spécifique de la lésion cérébrale, sans se contenter de dire uniquement qu'un patient est atteint de démence.

## Diagnostic
Lors du diagnostic de l'allochirie, il est important de considérer les aspects sensoriels et moteurs du problème. Il existe un certain nombre de façons de négliger ou de mal interpréter les différents symptômes de l'allochirie, ce qui fait que l'affection passe souvent inaperçue. Il est évident que les détails des symptômes sensoriels ne sont pas questionnés directement lorsqu'on teste la capacité de localisation d'un patient. L'observateur néglige ainsi souvent de s'enquérir expressément du côté auquel la sensation se rapporte. Cependant, même si le patient mentionne le mauvais côté, cela est parfois considéré comme un simple lapsus et ce phénomène peut ne pas être approfondi. Si l'on considère l'aspect moteur de l'allochirie, les symptômes sont à nouveau décrits de manière trompeuse car ils sont moins évidents. À moins que les manifestations motrices ne soient soigneusement analysées, elles peuvent être interprétées comme de la maladresse ou de la faiblesse . De plus, lorsque les patients se plaignent de faiblesse et de maladresse du côté droit, les examens confirment apparemment la véracité de cette affirmation et le défaut est alors présenté comme conscient du patient, parfois à tort. Si un patient dit qu'il ne peut pas dire de quel côté est appliqué un certain stimulus, l'existence d'une allochirie est confirmée, à condition que la sensibilité soit intacte.

### Valeur diagnostique
L'allochirie représente une affection psychique et l'apparition de toute forme d'allochirie doit être considérée comme un critère possible de la présence d'une hystérie. La reconnaissance de l'allochirie peut mettre en lumière un certain nombre de symptômes qui seraient autrement interprétés à tort comme une parésie, une aboulie et une sensibilité défectueuse. Cela permet de faire une analyse correcte des défauts précis présents et de marquer une étape importante dans le diagnostic psychologique exact qui est un préliminaire essentiel au traitement scientifique de l'hystérie.

## Théorie
Il existe de multiples théories qui expliquent le phénomène d'allochirie. L'explication actuelle et la plus largement acceptée de l'allochirie est la théorie de Hammond. Cette théorie suppose qu'il existe une décussation presque complète des fibres sensorielles dans la matière grise. Il conclut qu'avec une lésion d'un côté postérieur, celle-ci atteindrait le centre dans l'hémisphère correspondant, et donc, la sensation est ensuite référée par cet hémisphère comme venant du côté opposé à sa provenance. Hammond poursuit en disant que si une autre lésion unilatérale survenait à un niveau différent de la première, la sensation qui était auparavant déviée vers le mauvais hémisphère est maintenant redirigée en rencontrant un autre obstacle et arrive ainsi à son hémisphère approprié. L'allochirie se produit aussi bien avec des lésions unilatérales que bilatérales, pour autant qu'elles soient asymétriques. Une autre théorie est celle de Huber qui suppose que l'apparition d'une nouvelle lésion du côté opposé à celui du blocage redirige l'impulsion vers sa destination initiale. La disparition des symptômes est due à la rétrogression  de la lésion et la voie est dégagée.[précision nécessaire]